# 荒汐部屋

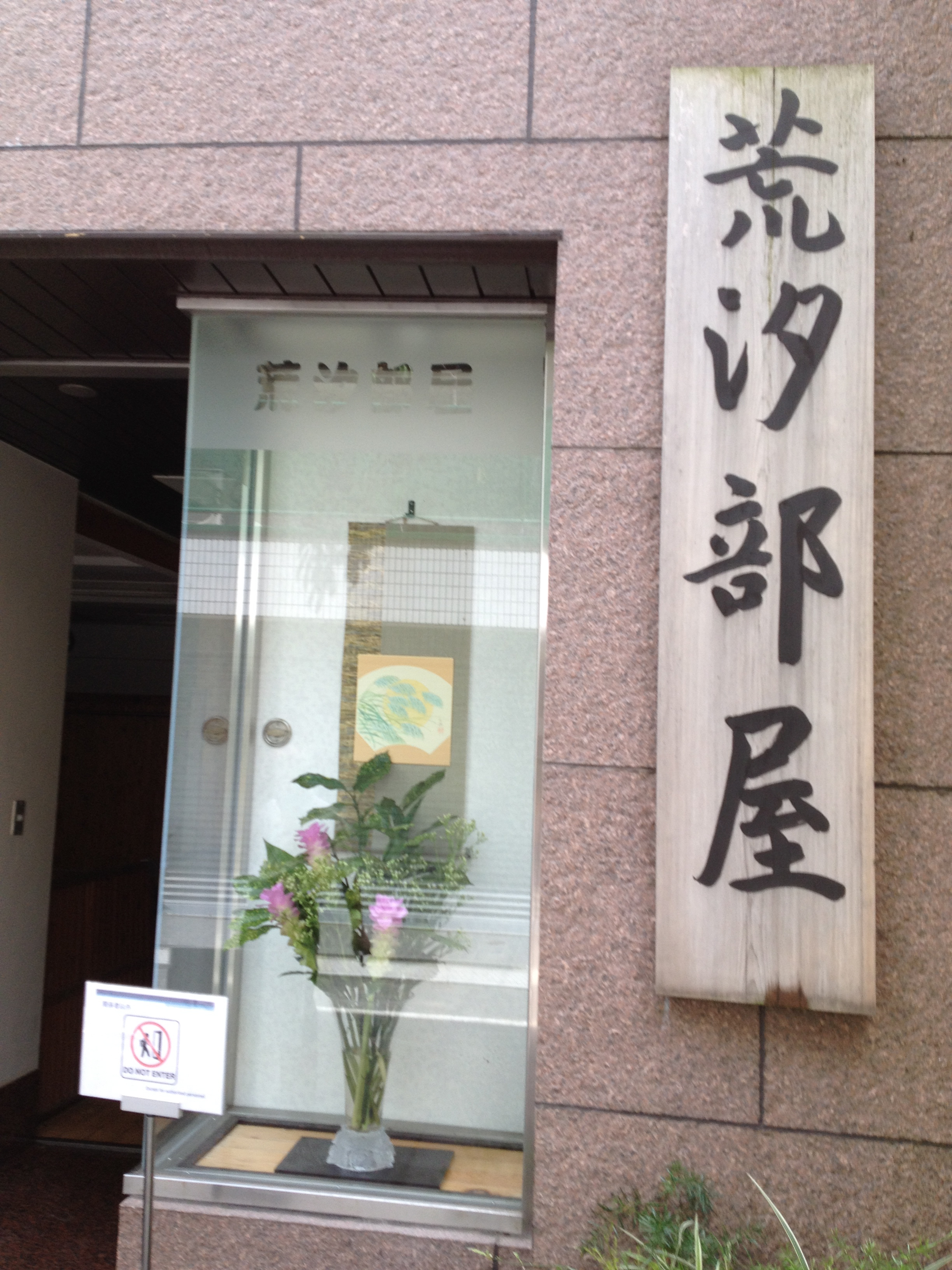
荒汐部屋の看板

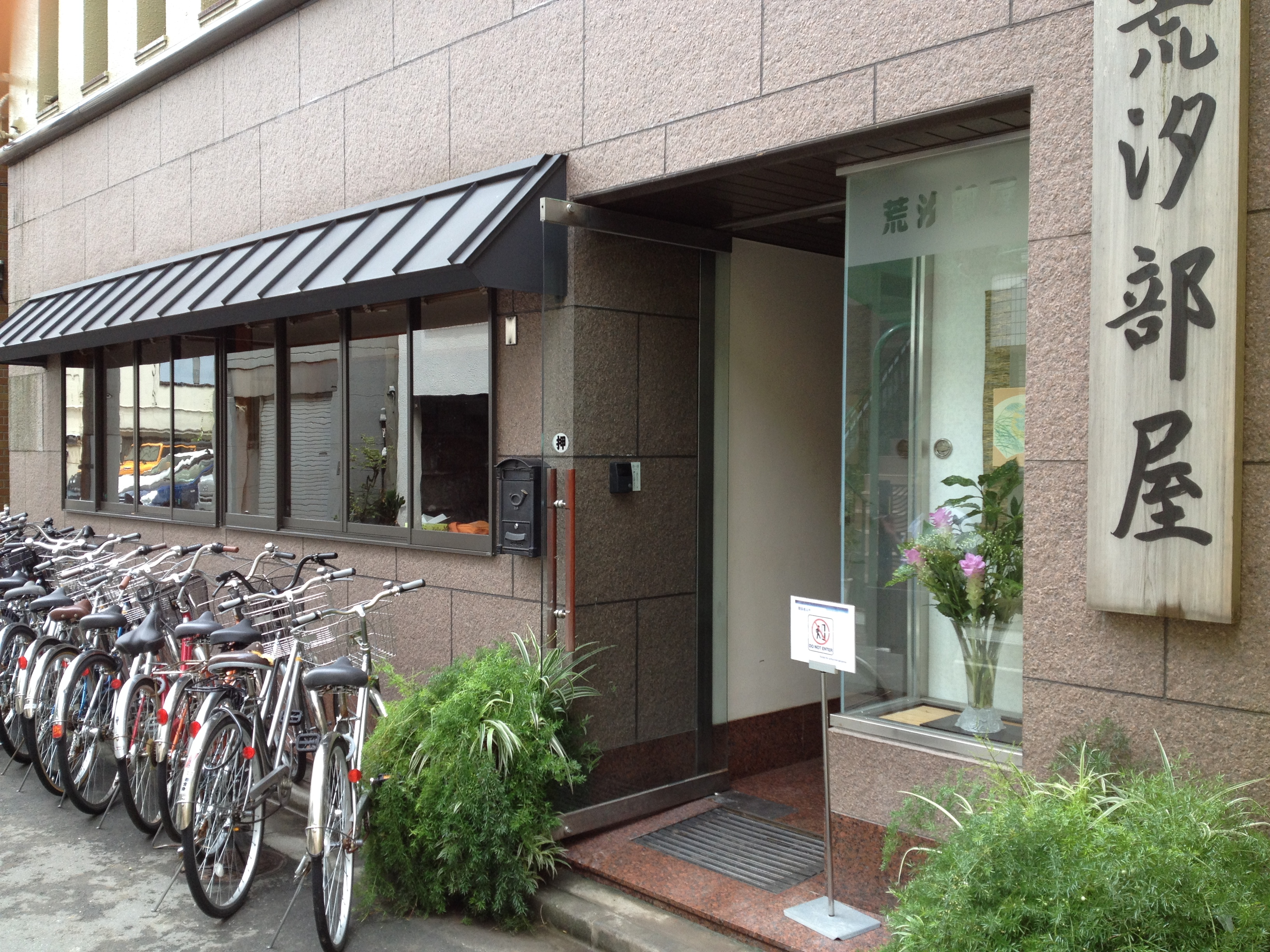
荒汐部屋

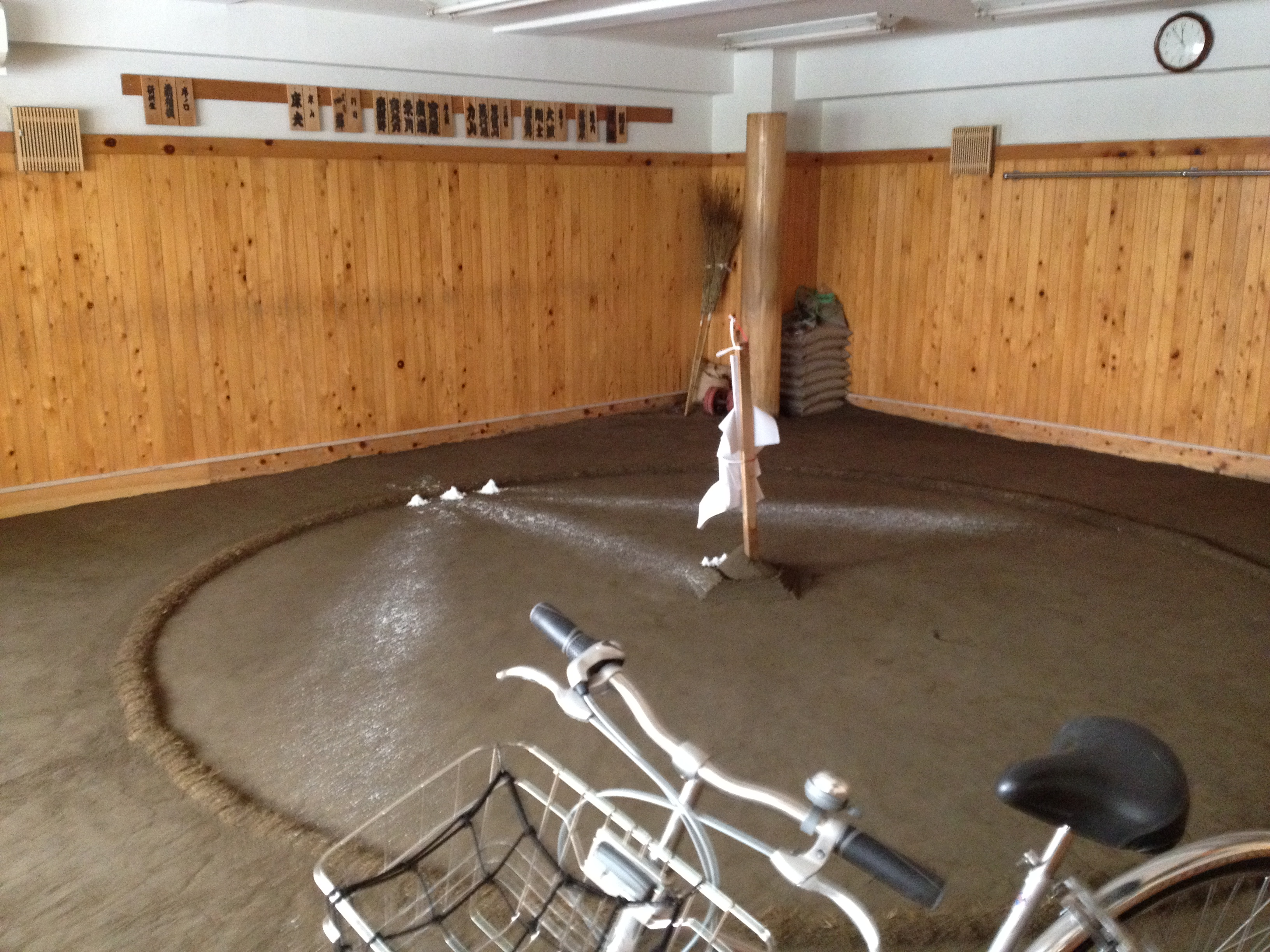
荒汐部屋の土俵

荒汐部屋（あらしおべや）は、日本相撲協会の所属で時津風一門の相撲部屋。

## 歴史
荒汐の年寄名跡は雷部屋の殿り政五郎が継承し、大正時代から4代荒汐として荒汐部屋を運営していたが、1943年1月場所後に4代荒汐は荒汐部屋を閉鎖して双葉山道場に弟子を譲った。当時の弟子には十両・常陸海（のちに入幕）や、幕下以下には後の小結・潮錦や十両・豊ノ花などがいた。また、後の三役格行司・2代式守伊三郎も入門時は同部屋の所属だった。豊ノ花は引退後5代荒汐を襲名したが部屋の復興はせず、時津風部屋の部屋付き親方として過ごし、名跡は同部屋の小結・大豊に譲られたが、大豊が現役中に元小結・若獅子が一時的に借用し、6代荒汐を襲名していた。
大豊は1987年（昭和62年）1月場所限りで引退し、7代荒汐を襲名、その後は時津風部屋の部屋付き親方として後進の指導に当たっていたが、2002年（平成14年）6月1日付で時津風部屋から内弟子1名を連れ分家独立して荒汐部屋を創設した。
創設当初は新弟子が定着せず部屋存続さえも危ぶまれたが、中国・内モンゴル自治区からスカウトした蒼国来が2003年9月場所に初土俵を踏み、また女将がウェブサイトに部屋の飾らない日常を発信したことが結果的に好印象を与え、弟子の増加につながった。
2023年7月の時点で、在籍していた関取2人を含む15人の力士の過半数が荒汐部屋の公式ウェブサイトを見て入門を決めたとされており、人材不足に悩む角界におけるスカウトの成功例としてマスコミにも複数回報じられた。部屋は若隆景ら「大波3兄弟」とその父の元幕下・若信夫が福島県出身であることから、福島県と縁がある。
2010年1月場所において蒼国来が新十両へ昇進し、創設から7年半にして部屋第一号の関取が誕生したものの、2011年に発覚した大相撲八百長問題において蒼国来が八百長に関与したとされて、同年4月11日に日本相撲協会から蒼国来が解雇処分を受け、師匠である8代荒汐も監督責任として委員から主任への降格処分を受けた。しかし、蒼国来は同年4月22日に幕内力士としての地位保全などを求める仮処分申請を東京地方裁判所にて行った後、同年6月17日には日本相撲協会に対して幕内力士としての地位確認を求める訴訟を東京地方裁判所に起こし、同年6月28日には荒汐部屋関係者が日本相撲協会に対して蒼国来の幕内力士としての地位確認などを求める訴訟を東京地方裁判所に起こした。その後、2年近くにわたる裁判の結果、2013年3月25日に東京地裁は蒼国来の解雇を不当とする判決を出し、同年4月3日に日本相撲協会が控訴を断念したことで蒼国来の勝訴が確定したことにより、蒼国来の解雇処分取り消しに伴う現役復帰が決定し、同時に8代荒汐の降格処分も取り消された。なお、荒汐部屋はこの蒼国来の地位確認訴訟に関する記録を『蒼国来の二年の闘い - 全記録 : 平成二三年四月十一日 - 二五年四月三日』と題した資料として編纂し、2013年4月に国立国会図書館へ寄贈した。
2018年5月場所には2人目の関取となる若隆景が新十両に昇進し、さらに2019年3月場所では若隆景の次兄・若元春が新十両昇進を果たした。
2020年3月26日付で、蒼国来が現役を引退して8代荒汐を襲名（蒼国来は2019年9月に日本国籍を取得し、また、上述の解雇期間も幕内に在位していたものと見なされ、年寄襲名条件を満たしていた。）し、荒汐部屋を継承することが承認された。7代荒汐は同月28日に日本相撲協会の停年（定年）退職を迎える予定だったが、これに伴い2日だけ前倒しする形で退職した。
2021年1月場所を目前に控えた同年1月1日に、8代荒汐・若隆景・若元春・幕下以下の力士8名・床山1名が新型コロナウイルスに感染したとされる。感染者及び濃厚接触した可能性のある荒汐部屋全所属力士と8代荒汐、行司1名、床山2名が同年1月場所を休場することが同月9日に発表された。同月15日には、感染したとされる全員の症状が治まり、PCR検査でも陰性が確認されたため退院したことが報じられた。
2022年3月場所では、若隆景が部屋の力士として初めて幕内最高優勝を果たした。
2023年4月13日、部屋のマネージャーである内海光（元三段目・荒獅子）が力士以外で相撲振興に寄与した人に与えられる「永楽相撲功労賞」（永楽倶楽部主催）を受賞。
2024年4月2日、陸奥部屋の閉鎖に伴って同部屋から17代浦風（元幕内・敷島）と力士2人が転籍した。

## 所在地
- 東京都中央区日本橋浜町2-47-2
都営地下鉄新宿線浜町駅徒歩3分

## 師匠
- 7代：荒汐 崇司（あらしお しゅうじ、小結・大豊、新潟）
- 8代：荒汐 栄吉（あらしお えいきち、前2・蒼国来、中国）

## 部屋付き親方
- 浦風 冨道（うらかぜ とみみち、前1・敷島、千葉）※陸奥部屋から転籍

## 力士

### 現役の関取経験力士
- 若隆景渥（関脇・福島）7代、8代弟子
- 若元春港（関脇・福島）7代、8代弟子
- 荒篤山太郎（前16・神奈川）7代、8代弟子
- 大青山大介（十6・中国）8代弟子

### 幕内

#### 前頭
- 蒼国来栄吉（前2・中国）7代弟子

## エピソード
- 部屋の飼い猫だった「モル」と「ムギ」が、一時期にテレビ番組やインターネット上で紹介されて人気を集め、2匹の部屋での生活を撮影した下記の4冊の写真集が、2016年10月から同年11月にかけて立て続けに発表された。写真集には8代荒汐や所属力士などといった荒汐部屋の関係者たちも登場しており、写真集の発刊に関連した写真展やファンを交えての荒汐部屋でのちゃんこ会といったイベントも行われた。ムギは2019年9月5日に死去し、同月7日に部屋所属の福轟力のTwitterでその経緯が報告された[11]。その後、2020年11月にモルも死去した[12]。
  - 『相撲部屋の幸せな猫たち』（2016年10月7日発売、安藤青太／撮影、リブレ）
  - 『荒汐部屋のモルとムギ』（2016年10月7日発売、ゆかい（池田晶紀・川瀬一絵・池ノ谷侑花）／撮影、徳永明子（ゆかい）／ブックデザイン、リトルモア）
  - 『モルとムギ 相撲部屋の猫親方』(2016年10月28日発売、荒汐部屋／著、前田悟志 ／撮影、河出書房新社）
  - 『荒汐部屋のすもうねこ モルとムギと12人の力士たち』（2016年11月14日発売、安彦幸枝／撮影、佐藤亜沙美（サトウサンカイ）／ブックデザイン、平凡社）